# Pfarrhaus (Dietkirch)

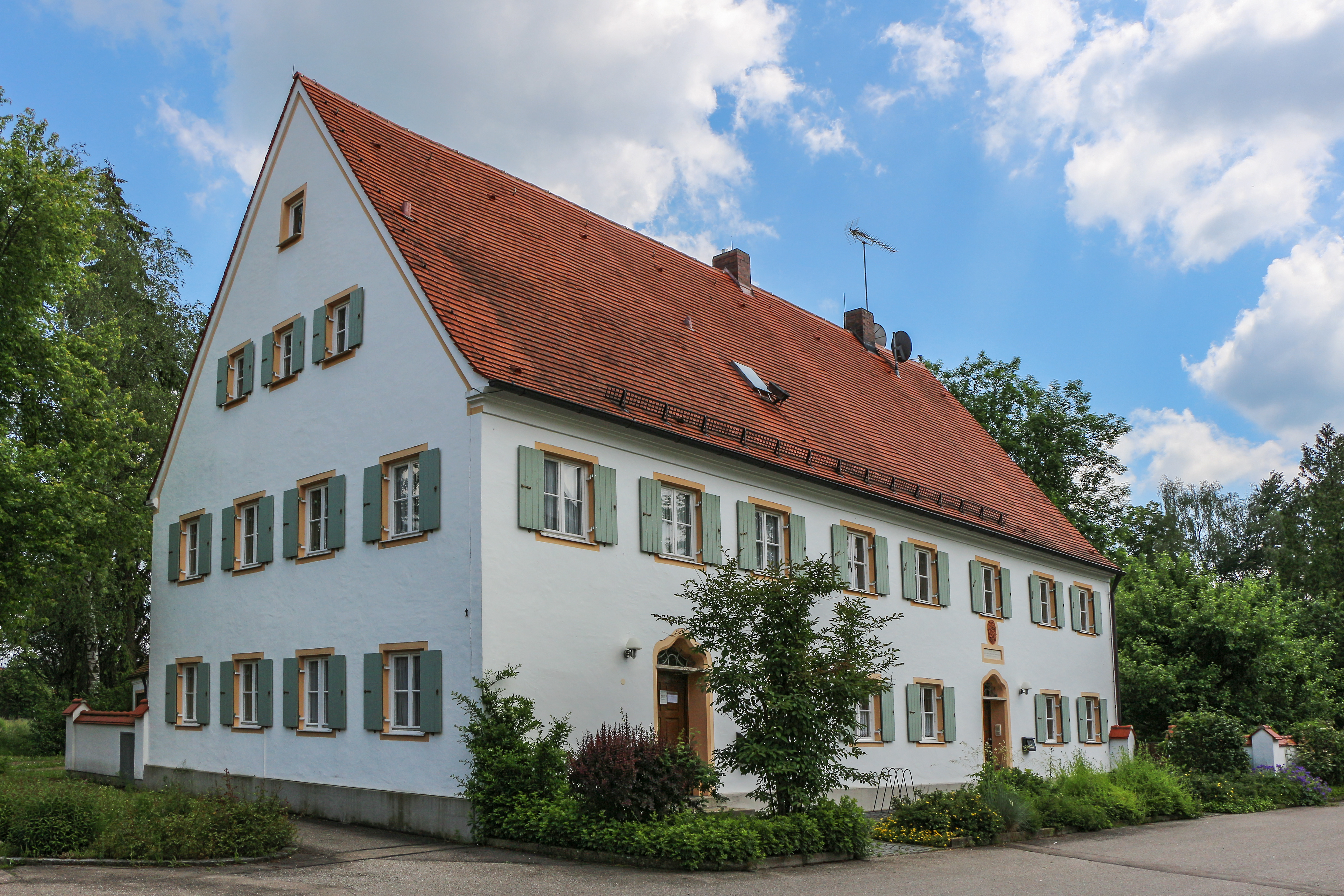
Pfarrhaus in Dietkirch

Das Pfarrhaus in Dietkirch, einem Gemeindeteil von Gessertshausen im Landkreis Augsburg im bayerischen Regierungsbezirk Schwaben, wurde in der Mitte des 18. Jahrhunderts errichtet. Das Pfarrhaus am Kirchplatz 1, gegenüber der katholischen Pfarrkirche St. Johannes Baptist, ist ein geschütztes Baudenkmal.
Der zweigeschossige Satteldachbau wurde im Stil des Barocks von den Brüdern Johann Adam und Joseph Dossenberger errichtet. Das Gebäude mit acht zu vier Fensterachsen besitzt viergeteilte Fenster mit grünen Holzläden.